# エロス (吉川晃司の曲)
「エロス」は、吉川晃司が1997年8月27日にリリースした24枚目のシングル。

## 解説
ポリドール・レコード移籍第一弾シングル。ジャケット撮影は池袋のロマンス通りで行われた。カップリング曲「STRANGE FRUITS」は限定販売のアルバム『B-SIDE+』を除きアルバム未収録。２００２年に「The Gundogs」のシークレットトラックとして再録された。

## 収録曲
1. エロス
作詞：松井五郎・吉川晃司／作曲：吉川晃司／編曲：吉川晃司・菅原弘明
2. STRANGE FRUITS
作詞・作曲：吉川晃司／編曲：吉川晃司・菅原弘明

## タイアップ
| 楽曲   | タイアップ                                                                 | 出典 |
| ------ | -------------------------------------------------------------------------- | ---- |
| エロス | テレビ朝日系『ビートたけしのTVタックル』1997年7〜9月度エンディング・テーマ |      |
| エロス | フジテレビ系『加トちゃんマチャミのお台場CHA・CHA!!』オープニング・テーマ   |      |
| エロス | フジテレビ『気楽にいこう』エンディング・テーマ                             |      |
| エロス | フジテレビ『ゴールド・パスポート』エンディング・テーマ                     |      |
| エロス | MBS『F-TEN』エンディング・テーマ                                           |      |

## 収録アルバム
- エロス
  - HEROIC Rendezvous（1998年）
  - GOLDEN YEARS VOL.IV（1999年）（ライブバージョンで収録）
  - The Gundogs（2002年）（新バージョンで収録）
  - KEEP ON KICKIN'!!!!!（2011年）
  - SINGLES+（2014年）
- STRANGE FRUITS
  - B-SIDE+（2014年）